# Dana DeArmond

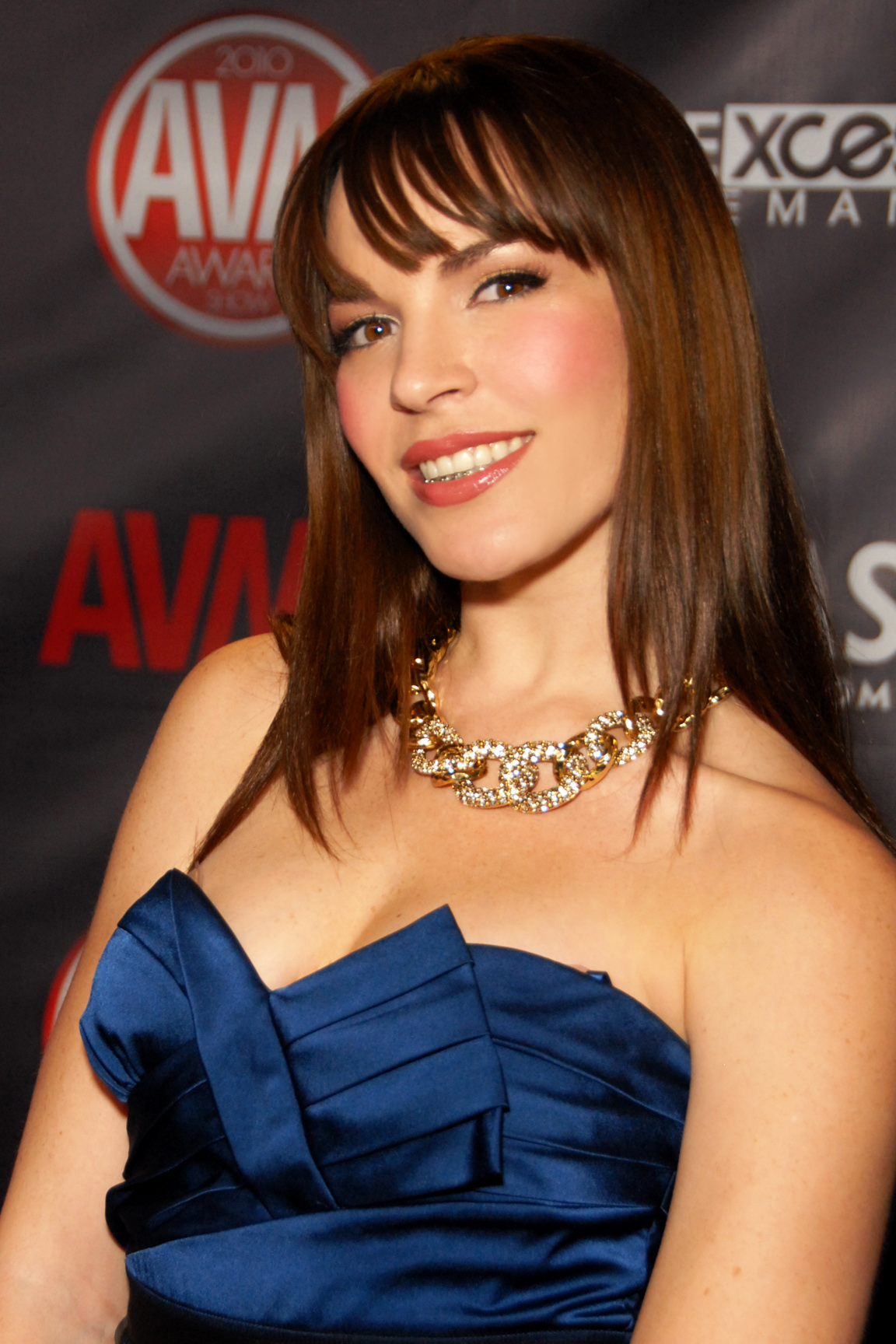
Dana DeArmond bei den AVN Awards 2010

Dana Michelle DeArmond (* 16. Juni 1979 in Fort Bragg, North Carolina) ist eine US-amerikanische Pornodarstellerin und Schauspielerin, die seit 2004 aktiv ist. 2016 wurde sie in die AVN Hall of Fame aufgenommen.

## Karriere
Während ihrer Jugend betrieb DeArmond Eiskunstlauf, unter anderem im gleichen Verein wie die Pornodarstellerin Sunny Lane, und arbeitete zunächst als Straßentänzerin bei Disney World. Anschließend arbeitete sie als Stripperin in Florida und Kalifornien, bevor sie wie die mit ihr befreundete Bobbi Starr erste Bondageszenen für das Onlineportal Kink.com drehte und so ihre Karriere als Pornodarstellerin begann.
DeArmond war in mehreren Alt-Porn-Filmen von Eon McKai zu sehen, unter anderem in Girls Lie, der im Rahmen einer Kinovorführung auf dem Pornfilmfestival Berlin Medienbeachtung fand. 2007 stand sie für Andrew Blakes Film X vor der Kamera. Sie hat zudem zwei Dokumentarpornos gedreht, die sie als Anleitungen für Newcomer in der Pornoindustrie bezeichnet: Dana DeArmond Does the Internet und Dana DeArmond’s Role Modeling. Beide wurden bei Vivid Entertainment veröffentlicht.
Nach einem Feuer im Januar 2007, das ihr Haus und ihre Besitztümer vernichtete, wurde ihr von der Pornoindustrie wieder auf die Beine geholfen.
2006 hielt DeArmond zusammen mit Eon McKai einen Vortrag an der Universität von Kalifornien in Santa Barbara. Am 8. November 2007 nahm sie erneut an einer Vorlesungsreihe mit dem Titel Sociology of Sexuality an der Universität von Kalifornien in Irvine teil. Nach der Vorlesung über die Sexindustrie durch die Soziologieprofessorin Kassia Wosick-Correa und dem Zeigen von pornografischem Material beantwortete sie zusammen mit ihrem Freund Daniel und den Pornodarstellern Justin Long und Jon Jon Fragen der Studenten.
DeArmond ist Gewinnerin des CAVR Awards: 2008 erhielt sie als Siren of Year ihre erste Auszeichnung. 2007 war sie bereits Finalistin beim F.A.M.E. Award in der Kategorie Favorite Female Rookie gewesen, unterlag aber Alektra Blue bzw. Brandy Talore. In den folgenden zwei Jahren erhielt sie jeweils für die Beste Anal-Szene den Urban X Award, bevor sie 2012 nach einigen Nominierungen ihren ersten AVN Award gewann, für die Beste Frauenszene zusammen mit Belladonna. Außerdem ist Dana DeArmond seit Januar 2016 Mitglied der AVN Hall of Fame und war mehrfach auch für weitere Preise wie den XRCO Award nominiert.

## Filmografie (Auswahl)

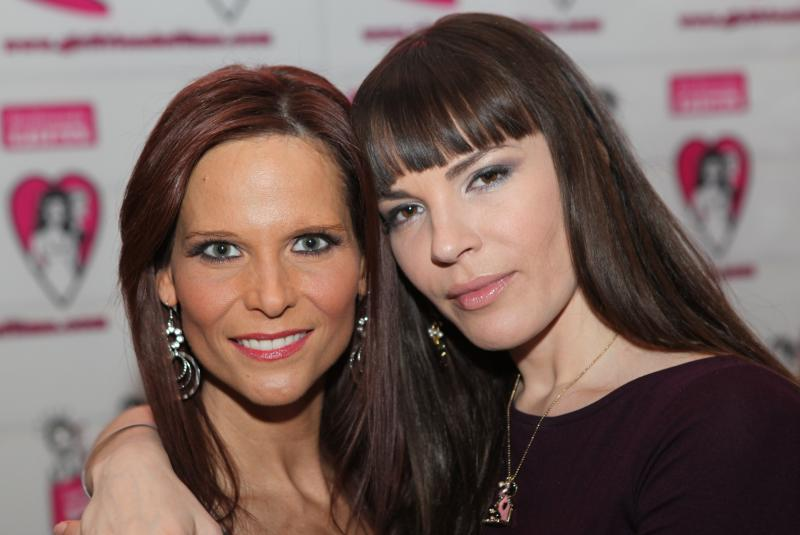
Dana DeArmond (r.) mit Syren De Mer auf der AVN Adult Entertainment Expo 2013

### Als Pornodarstellerin
- 2006: Chemistry 1
- 2008, 2012, 2013: Belladonna: No Warning 4, 7, 8
- 2008: Girlvert 17
- 2011: Gangbanged 2
- 2011: Star Trek The Next Generation: A XXX Parody
- 2012: Asa Akira Is Insatiable 3
- 2012: Official Hangover Parody
- 2013: Iron Man XXX: An Axel Braun Parody
- 2014: Game of Bones
- 2014: Sisters Of Anarchy
- 2015: Anal Angels
- 2019: My Stepson Is Evil
- 2020: White Mommas 8
- 2021: Tushy Raw 21
- 2021: Moms Bang Teens 42
- Tonight’s Girlfriend 70
- CFNM Secret 6
- Tanlines 2
- Dana DeArmond's Pornstar Vacation (mit Bobbi Starr)
- Bobbi Star & Dana DeArmond's Insatiable Voyage
- Dana DeArmond Does the Internet
- Diggin' in the Gapes
- Belladonna's Girl Train
- Women Seeking Women 41, 43, 53, 54, 57, 70
- Slutty and Sluttier 6, 9
- Evil Anal 2, 5, 9, 18
- Suck It Dry 4
- X 1 (Regie: Andrew Blake)
- Girls Lie (Regie: Eon McKai)
- Debbie loves Dallas (Regie: Eon McKai)
- Neu Wave Hookers (Regie: Eon McKai)
- A Mother Daughter Thing

### Als Schauspielerin
- 2021: Pleasure

## Auszeichnungen
- 2008: CAVR Award – Siren of Year
- 2009: Urban X Award – Best Anal Sex Scene in Rico the Destroyer (mit Rico Strong)
- 2010: Urban X Award – Best Anal Sex Scene in Juicy White Anal Booty 4 (mit LT)
- 2010: Diverse Nominierungen für den AVN Award
- 2012: AVN Award – Best Girl/Girl Sex Scene in Belladonna: Sexual Explorer (mit Belladonna)[12]
- 2016: Aufnahme in die AVN Hall of Fame[13]